# Astraptes
Astraptes är ett släkte av fjärilar som ingår i familjen tjockhuvuden.

## Bildgalleri

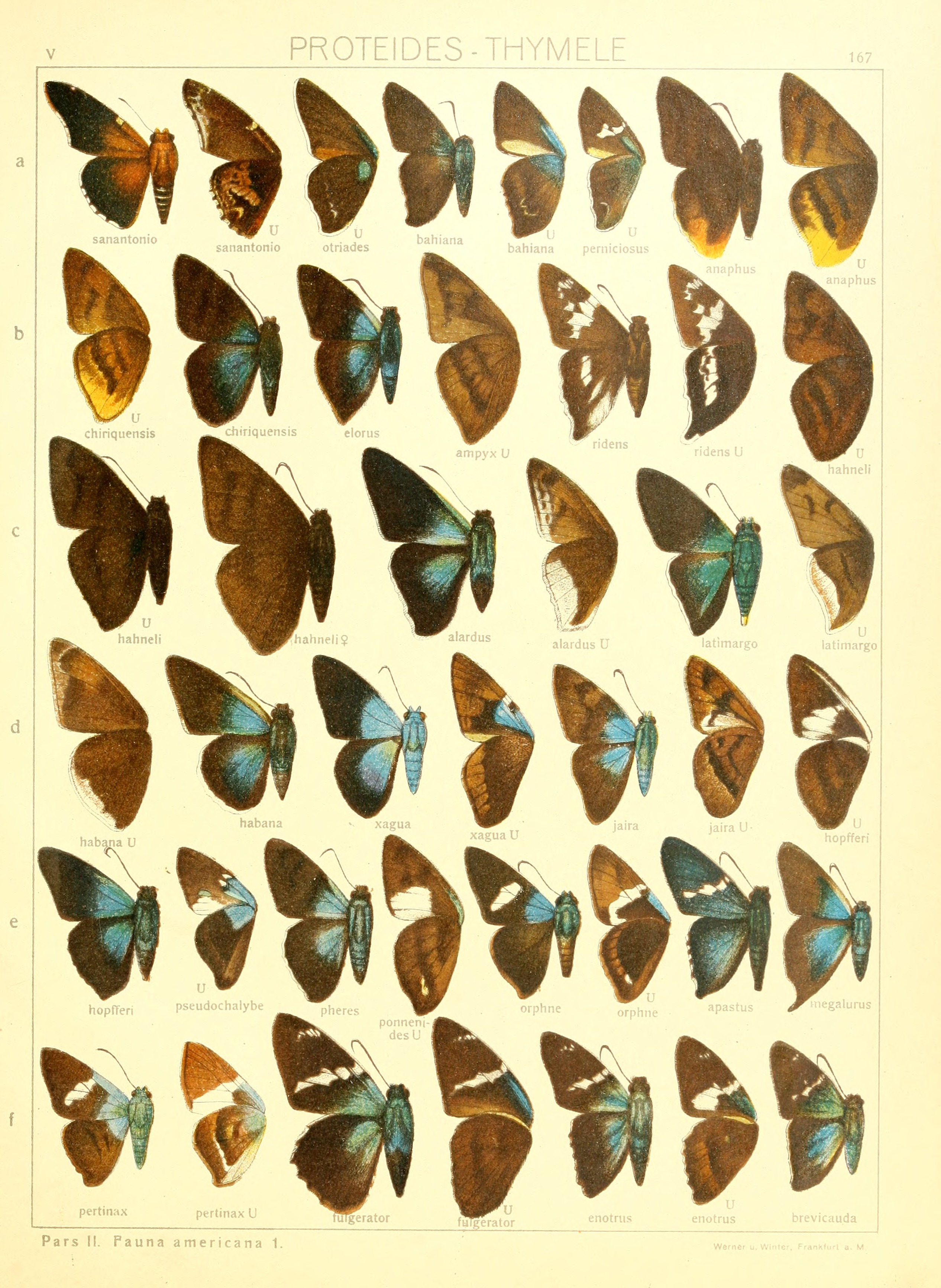
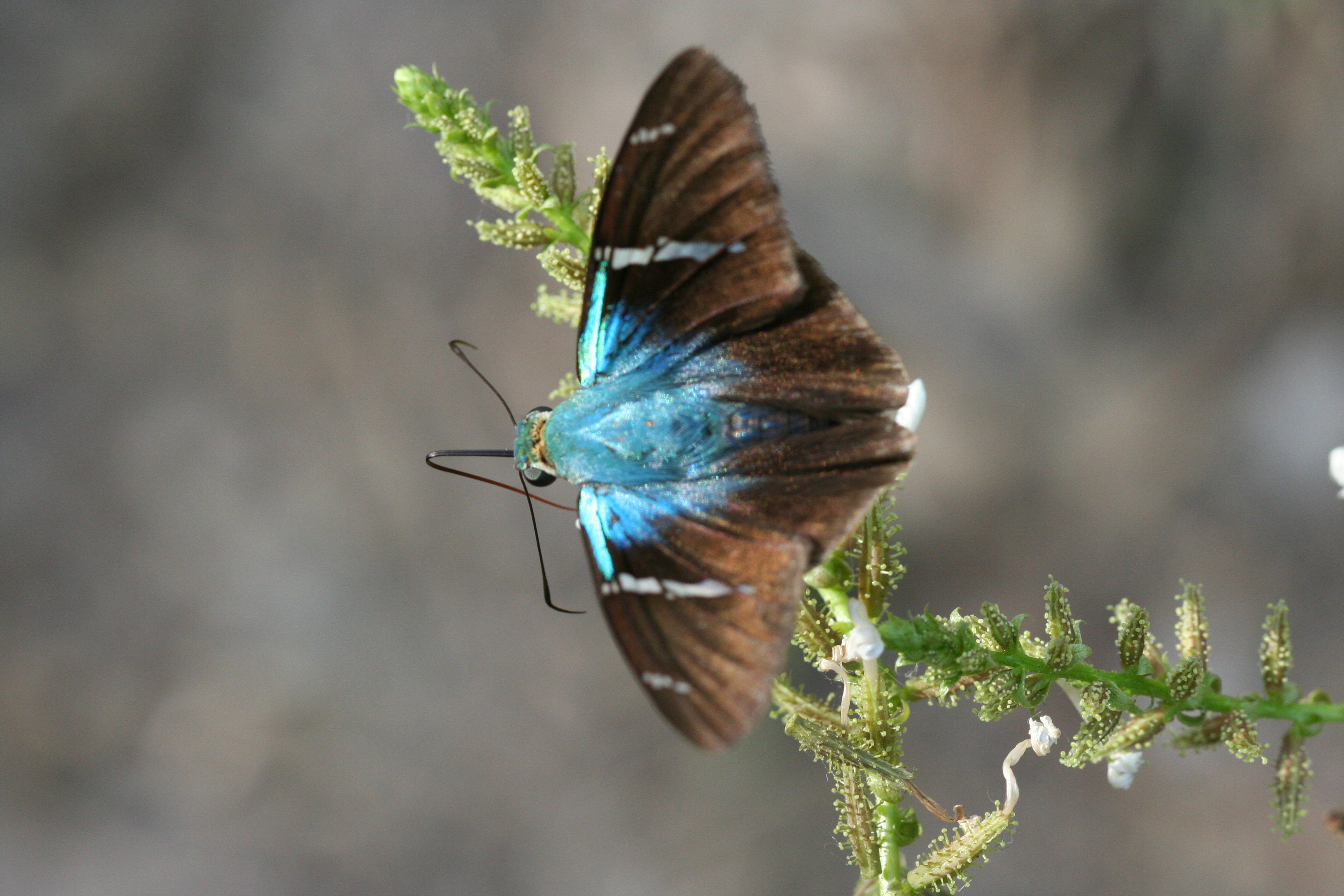

## Dottertaxa tillAstraptes, i alfabetisk ordning[1]
- Astraptes adoba
- Astraptes alardus
- Astraptes albifasciatus
- Astraptes alector
- Astraptes alfius
- Astraptes alpistus
- Astraptes anaphides
- Astraptes anaphus
- Astraptes anausis
- Astraptes angustus
- Astraptes aniza
- Astraptes annetta
- Astraptes anoma
- Astraptes anthius
- Astraptes antiquus
- Astraptes apastus
- Astraptes aquila
- Astraptes aulestes
- Astraptes aulicus
- Astraptes aulina
- Astraptes aulus
- Astraptes ausonius
- Astraptes azul
- Astraptes bifascia
- Astraptes blasius
- Astraptes brevicauda
- Astraptes briccius
- Astraptes cartomes
- Astraptes cassander
- Astraptes cassius
- Astraptes catemacoensis
- Astraptes chiriquensis
- Astraptes christyi
- Astraptes colossus
- Astraptes consus
- Astraptes coxeyi
- Astraptes crana
- Astraptes cretatus
- Astraptes cretellus
- Astraptes creteus
- Astraptes crilla
- Astraptes cubana
- Astraptes cyprus
- Astraptes discalis
- Astraptes domingensis
- Astraptes dosula
- Astraptes egregius
- Astraptes elorus
- Astraptes eniopeus
- Astraptes enotrus
- Astraptes erana
- Astraptes erycina
- Astraptes escalantei
- Astraptes fabrici
- Astraptes fulgerator
- Astraptes fulgor
- Astraptes fulminator
- Astraptes fulviluna
- Astraptes galesus
- Astraptes geronae
- Astraptes gilberti
- Astraptes godmani
- Astraptes granadensis
- Astraptes grenadensis
- Astraptes grullus
- Astraptes habana
- Astraptes halesius
- Astraptes helen
- Astraptes hercules
- Astraptes heriul
- Astraptes hopfferi
- Astraptes jaira
- Astraptes jamaicensis
- Astraptes janeira
- Astraptes jariba
- Astraptes latia
- Astraptes latimargo
- Astraptes leucogramma
- Astraptes louiseae
- Astraptes lucidator
- Astraptes malefida
- Astraptes megalurus
- Astraptes mercatus
- Astraptes meretrix
- Astraptes misitra
- Astraptes mura
- Astraptes narcosius
- Astraptes naxos
- Astraptes oenander
- Astraptes palliolum
- Astraptes parisi
- Astraptes parmenides
- Astraptes phalaecus
- Astraptes pheres
- Astraptes pusa
- Astraptes rhoda
- Astraptes roysi
- Astraptes samson
- Astraptes siges
- Astraptes subblasius
- Astraptes subfasciatus
- Astraptes subflavus
- Astraptes sumadur
- Astraptes talthybius
- Astraptes talus
- Astraptes telegonoides
- Astraptes tinda
- Astraptes tucuti
- Astraptes uridon
- Astraptes weymeri
- Astraptes virens
- Astraptes vocala
- Astraptes xagua